# Apolenka a její oslíček
Apolenka a její oslíček (polsky Apolejka i jej osiołek) je autorská pohádka polské spisovatelky Marie Krügerové, v polštině vyšla v roce 1963. Český překlad byl publikován v roce 1967. Kniha vypráví o princezně Apolence, která se pokouší zachránit prince proměněného v oslíka.

## Děj
Princezna Apolenka žila ve věži, která měla sto sedmdesát točitých schodů. Nejraději vyhlížela z okna věže, i když se tam nikdo nikdy neobjevil. A přece jen jednoho dne uslyšela Apolenka čísi zpěv. Černý kominíček si kráčel pod věží s žebříkem přes rameno. Samou žízní se kominíček napil ze začarované studánky, která ho proměnila v černého oslíka. Díky červenému jablíčku, které rostlo na jabloni opodál studánky, se z oslíka stal opět kominíček. Apolenka na něj volala, však marně, neslyšel ji.
Jednoho dne když se princezna parádila, uslyšela zpěv. Zdaleka přicházel princ, který si prozpěvoval. Jelikož měl žízeň, napil se ze studánky. A než Apolenka seběhla sto sedmdesát schodů, z prince se stal šedý oslík. Naštěstí u věže rostla kouzelná jabloňka, která měla pouze jedno červené jablíčko. Houpalo se, houpalo, až se utrhlo a spadlo na zem. Bohužel se rozkutálelo z kopce dolů. Apolenka vyskočila na oslíčka a utíkali spolu za jablíčkem. To se zastavilo až na náměstí v hromadě červených jablek. Aby Apolenka prince zachránila, musela obětovat své šperky a ozdoby, které ji zkrášlovaly. Nakonec, díky princezninu srdci a polibku, se z šedého oslíka stal opět krásný princ. Chytil Apolenku za ruku a společně odcházeli ulicí městečka.

## České vydání
Česky vydalo tuto pohádku nakladatelství SNDK v roce 1965 v překladu Oldřicha Syrovátky, s ilustracemi Olgy Pavalové.

## Recenze a přijetí díla
Podle recenze knihovnice Kasii příběh dýchá lehkostí. Díky detailům buduje souvislý pohádkový svět a přibližuje jej čtenáři. Neexistují žádné nudné popisy nebo zbytečné detaily, které by mohly odradit pár let od poslechu knihy.
Podle Doroty Komanové je pro některé čtenáře příběh o lásce, pro druhé o důvěře. Jiní ho mohou číst jako příběh o síle žen a jejich potřebě pomoci. Všechny příběhy jsou čteny odlišně - nejen různými lidmi, ale dokonce stejnou osobou v různých fázích jejího života.
Recenze Františka Holešovského, která vyšla v kritické revue Zlatý máj v roce 1970, uvádí, že příběh má mírný humoristický podtón, který díky přeměnám člověka na zvíře a zpět dodává novou poezii. Také je důležité umět používat humor přiměřený věku a chápání dítěte. Dále Holešovský uvádí, že některé scény nebo situace v příběhu nelze jednoznačně chápat, například útěk posledního jablka na tržiště do stánku s jablky nebo odpor prince k jablkům. Ilustrátorka Olga Pavalová podle této recenze ve svých obrazech vytváří nové činy. Díky oživlým stánkům na náměstí má čtenář dojem, že jsou součástí celé přeměny oslíka v prince.
Čtenář v komentářích na stránce Databázeknih, autorce vytýká, že používá příliš mnoho zdrobnělin a text je spíše z té slabší stránky. I přes tyto výtky se knížka dětem líbila.
Před rokem 1989 byla pohádka využívána jako námět pro výtvarnou a hereckou činnost v rámci oddílů jisker.